# Risque industriel en France
Pour un article plus général, voir Risque industriel.
Le risque industriel en France est la combinaison de la probabilité de survenue d’un accident industriel sur le territoire national français et de ses conséquences négatives potentielles pour la santé humaine, l’environnement, les biens, dont le patrimoine culturel et l’activité économique.
Classé dans la catégorie des risques technologiques majeurs, le risque industriel fait l'objet d'un suivi continu, d'un cadre réglementaire de prévention et d'une information de la population. Une organisation des secours a par ailleurs été mise en place pour faire face à d'éventuels accidents ou catastrophes.
L'information de la population est faite via différents vecteurs. Le dossier départemental des risques majeurs (DDRM) recense à l’échelle d’un département l’ensemble des risques majeurs par commune, dont le risque industriel. Le dossier d'information communal sur les risques majeurs (DICRIM) précise au niveau communal ces risques. Il est complété par le plan communal de sauvegarde qui définit l'organisation pour y faire face. Enfin, depuis 2006, l’information des acquéreurs ou locataires doit être faite sur les risques auxquels le bien immobilier est exposé.

## Accidents industriels en France

### Typologie des risques industriels
Les générateurs de risques sont regroupés en deux familles : 
- Les industries chimiques produisant ou stockant des produits chimiques de base, des produits destinés à l'agroalimentaire (notamment les engrais), les produits pharmaceutiques et de consommation courante (eau de javel, etc.) ;
- Les industries pétrochimiques produisant l'ensemble des produits dérivés du pétrole (essences, goudrons, gaz de pétrole liquéfié).

Tous ces établissements sont des établissements fixes qui produisent, utilisent ou stockent des produits répertoriés dans une nomenclature spécifique.

### Conséquences des accidents industriels

#### Enjeux concernés
Les accidents industriels sont susceptibles d'avoir des conséquences négatives potentielles pour la santé humaine, l’environnement et les biens :
- Les enjeux humains : il s'agit des personnes physiques directement ou indirectement exposées aux conséquences de l'accident. Elles peuvent se trouver dans un lieu public, chez elles, sur leur lieu de travail, etc. Le risque peut aller de la blessure légère au décès. Le type d'accident influe sur le type des blessures.
- Les enjeux économiques : un accident industriel majeur peut altérer l'outil économique d'une zone. Les entreprises, les routes ou les voies de chemin de fer voisines du lieu de l'accident peuvent être détruites ou gravement endommagées. Dans ce cas, les conséquences économiques peuvent être désastreuses.
- Les enjeux environnementaux : un accident industriel majeur peut avoir des répercussions importantes sur les écosystèmes. On peut assister à une destruction de la faune et de la flore, mais les conséquences d'un accident peuvent également avoir un impact sanitaire (pollution d'une nappe phréatique par exemple).

#### Effets sur les enjeux
Les effets sont rangés en trois familles :
- Les effets thermiques sont liés à une combustion d'un produit inflammable ou à une explosion ;
- Les effets mécaniques sont liés à une surpression, résultant d'une onde de choc (déflagration ou détonation), provoquée par une explosion. Celle-ci peut être issue d'un explosif, d'une réaction chimique violente, d'une combustion violente (combustion d'un gaz), d'une décompression brutale d'un gaz sous pression (explosion d'une bouteille d'air comprimé par exemple) ou de l'inflammation d'un nuage de poussières combustibles. Pour ces conséquences, les spécialistes calculent la surpression engendrée par l'explosion (par des équations mathématiques), afin de déterminer les effets associés (lésions aux tympans, poumons, etc.) ;
- Les effets toxiques résultent de l'inhalation d'une substance chimique toxique (chlore, ammoniac, phosgène, etc.), à la suite d'une fuite sur une installation. Les effets découlant de cette inhalation peuvent être, par exemple, un œdème du poumon ou une atteinte au système nerveux.

### Échelle de gravité des événements

#### Échelle du Ministère de la Transition écologique et solidaire
Une échelle de gravité des dommages générés par des aléas naturels ou technologiques a été produite par le ministère de l'Écologie et du Développement durable. Ce tableau permet de classer les événements naturels en six classes, depuis l'incident jusqu'à la catastrophe majeure. Cette classification est propre à la France. D'autres classifications ont été établies par des organismes de veille internationale sur les catastrophes naturelles.
| Classe | Classe              | Dommages humains       | Dommages matériels       |
| ------ | ------------------- | ---------------------- | ------------------------ |
| 0      | Incident            | Aucun blessé           | Moins de 0,3 M€          |
| 1      | Accident            | 1 ou plusieurs blessés | Entre 0,3 M€ et 3 M€     |
| 2      | Accident grave      | 1 à 9 morts            | Entre 3 M€ et 30 M€      |
| 3      | Accident très grave | 10 à 99 morts          | Entre 30 M€ et 300 M€    |
| 4      | Catastrophe         | 100 à 999 morts        | Entre 300 M€ et 3 000 M€ |
| 5      | Catastrophe majeure | 1 000 morts ou plus    | 3 000 M€ ou plus         |

Ce tableau ne prend néanmoins pas la spécificité des accidents industriels.

#### Échelle européenne des accidents industriels
L’échelle européenne des accidents industriels a été officialisée en février 1994 par le Comité des autorités compétentes des États membres pour l'application de la directive Seveso. Elle repose sur 18 paramètres techniques destinés à caractériser objectivement les effets ou les conséquences des accidents. Chacun de ces paramètres comprend 6 niveaux. Le niveau le plus élevé détermine l’indice de l’accident. En France, depuis 2003, l’échelle européenne est représentée selon 4 indices. Par exemple l'accident survenu le 21 janvier 2013 dans l'usine Lubrizol à Rouen ayant occasionné une fuite de mercaptan, particulièrement incommodante pour la population, était cotée comme suit :
| Matières dangereuses relâchées    | ■■□□□□ |
| Conséquences humaines et sociales | ■■■□□□ |
| Conséquences pour l'environnement | □□□□□□ |
| Conséquences économiques          | ■■□□□□ |

## Histoire succincte de la prévention des risques industriels

### XVIeauXVIIIesiècles

#### Avant 1794, nombreux accidents de poudreries
À Paris, la poudrerie originelle de l’Arsenal, qui avait plusieurs fois explosé (en 1538 et 1563) avait depuis longtemps été éloignée à la Salpêtrière (temporairement, de 1634 à 1650) puis encore plus loin, à Essonnes, où les explosions furent d'ailleurs régulières, celle de 1745 détruisit tout le site et tua 45 personnes. Ces éloignements des lieux de production n’étaient pas en soi des protections suffisantes : beaucoup de dépôts de poudre (appelés aussi poudrières), parfois situés au sein des villes, explosaient aussi. Ainsi, la fin de l’Ancien Régime vit naître de nombreux projets d’éloignement du lieu de stockage qui demeurait encore à l'Arsenal de Paris. Il semble que, dans les fabriques de poudre, les explosions étaient courantes : ainsi, les dégâts furent considérables dans celles de Metz (1692), Verdun (1727), Abbeville (1773), Toulouse (1780) et Bordeaux (1783). C’est pourquoi prédominait toujours l’idée d’un éloignement indispensable.

#### 1794, explosion de la poudrerie de Grenelle
Dans le contexte de la Révolution, l'idée d’éloignement des villes va être abandonnée. Au cœur de l'an II et de la Terreur, en effet, la mobilisation guerrière impose à la nation un effort de production d’équipement militaire (armes, vêtements, tentes, etc.) qui aboutit à une concentration industrielle inédite à Paris. En août 1793, le Comité de salut public crée un dispositif exceptionnel de fabrication d’armes en France, dont l’établissement central est placé dans la capitale. Des académiciens et d’autres personnalités ayant une formation scientifique collaborent à cette mobilisation sans précédent (Carnot, Fourcroy, Guyton de Morveau, Carny, Monge, Berthollet, Hassenfratz, Darcet, Pelletier, Chaptal, Prieur) et légitiment une industrialisation d’exception qui s’embarrasse peu de mesures de prévention. Le Comité de Salut Public crée successivement l’Administration des salpêtres et poudres de la Commune de Paris le 7 pluviôse an II, puis la Commission des armes et poudres, qui remplit la fonction de ministère de la Guerre, le 13 pluviôse an II (2 février 1794). La Convention nationale décrète la mobilisation citoyenne de masse pour fabriquer rapidement du salpêtre, qui entre à 75 % dans la fabrication de la poudre. Un nouveau procédé de fabrication est mis en place, s'inspirant d’un procédé venant d'Angleterre mais aussi de celui inventé par l’ingénieur Cossigny, en France après 1781, et qui avaient fait diminuer les risques d’explosion. La maison nationale du château Grenelle est réquisitionnée le 29 janvier 1794. Elle est située près des Invalides, à l'intérieur du mur des Fermiers Généraux, un choix absurde sur le plan des risques, mais le plus efficace en termes de concentration de la production. La construction est faite à la hâte et est mise en service avant même qu’elle soit finie. Malgré les difficultés liées aux nouvelles méthodes de fabrication, la production commence à être satisfaisante en juin : la poudrerie de Grenelle produit alors 30 % de la poudre française, et le Comité de salut public presse alors l'administration des poudres d’accroître encore les cadences. La poudrière explose finalement le 14 fructidor an II (31 août 1794). Tous les témoignages attestent d'une explosion très puissante, le souffle gigantesque et le bruit assourdissant est entendu jusqu’à Versailles et Gonesse Bien que la quantité de poudre stockée sur place était faible (plusieurs tonnes de poudre venaient d’être envoyées aux armées), les dégâts sont néanmoins considérables. Le nombre de morts est évalué à 1 000.
Aucune leçon n’est vraiment tirée de ce drame, si ce n’est qu’on privilégie désormais des unités de production plus petites et plus légères. Mais entre mars 1794 et août 1795, une dizaine d’arsenaux, de dépôts ou de fabriques de poudre explosent : Dunkerque (mars 1794, quatre morts et six blessés grièvement), Bayonne (juillet 1794), Givet (août 1794, huit morts et quelques blessés), Nancy (septembre 1794, deux morts et plusieurs blessés), Landau (janvier 1795, neuf morts et soixante et un blessés), Metz (23 pluviôse an III, cinq blessés), Nice (juillet 1795, soixante et un morts). Plus tard, passé l’événement révolutionnaire, les anciennes poudreries ne furent pas réorganisées et continuèrent de fonctionner comme sous l’Ancien Régime.

### XIXesiècle

#### De l’accident de 1794 au décret de 1810
Cette explosion de la poudrerie de Grenelle le 31 août 1794 est considérée comme le premier véritable accident technologique, même si de nombreux accidents l’ont précédé. Cet événement est bien souvent présenté comme fondateur du décret impérial du 10 octobre 1810 qui réglemente l’activité des manufactures et des ateliers insalubres, incommodes ou dangereux, bien que selon les dernières recherches il n’en est rien, les poudrières étant totalement absentes de ce décret. La question de la responsabilité ne fut pas vraiment posée, ce qui aurait pourtant été un préalable indispensable à une refonte de la législation du risque. La rumeur d’un complot et d’un attentat circula comme une traînée de poudre dès le lendemain. Ce n’est que trois ans plus tard, en mai 1797, qu’on discuta plus sérieusement des causes de l’accident, à l’Institut de France, à la suite d’un rapport de Cadet de Vaux. La cause en est imputée à l'organisation de la poudrerie elle-même, mais cette organisation ne trouva ni responsable, ni coupable. Chaptal et Carny, les deux principaux organisateurs de la poudrière, ne furent pas inquiétés.
La genèse de la régulation des risques à l’époque contemporaine se réalisa en fait de façon tout à fait autonome vis-à-vis des explosions des poudreries, les sphères militaires et civiles étant nettement séparées. À Paris, au début du XIXe siècle, une dizaine d’ateliers d’acide nitrique étaient dorénavant implantés intra muros, tandis qu’une quinzaine de fabriques de chlore, d’acide sulfurique, de sel ammoniac ou de soude, fonctionnaient en périphérie urbaine, et polluaient leur voisinage de leurs vapeurs corrosives et odorantes. À l’automne 1800, la situation était si préoccupante que le préfet de la Seine fit dresser par les maires des communes environnantes un état de la situation. Un procès est même intenté contre l’usine d’acide sulfurique de Chaptal dans le village des Ternes. Mais Chaptal, ancien directeur de la poudrière de Grenelle et désormais puissant Ministre de l’Intérieur, fait clore ce procès et renvoie à une expertise médicale et scientifique, dont il s'assure lui-même le contrôle. En 1806, une ordonnance de police soumet tout établissement d’industries ou d’artisanats dangereux ou insalubres à une autorisation administrative, mais les poudreries ne figuraient pas dans cette nouvelle réglementation urbaine.
Le problème des nuisances industrielles devint un enjeu national en 1809-1810, lors du développement exceptionnel de l’industrie de la soude artificielle. Comme en 1804, le ministre de l’Intérieur commanda à l’Institut de France un « état des fabriques qui, par l’odeur forte et désagréable qu’elles répandent, doivent être éloignées des habitations » (septembre 1809). Le nouveau rapport de l'Institut (30 octobre 1809), confié à nouveau à Chaptal et Guyton de Morveau, auxquels furent adjoints les chimistes et pharmaciens Deyeux, Fourcroy et Vauquelin, porta d'ailleurs principalement sur les manufactures de produits chimiques . Ce rapport sert de base à la rédaction du décret impérial du 15 octobre 1810 qui réglemente l’activité des manufactures et des ateliers insalubres, incommodes ou dangereux.
Dans les années 1817-1821, une réorganisation d’ensemble a lieu dans les poudreries, indépendamment du décret de 1810. Elle concerne à la fois la structure productive du pays, les méthodes employées et les éléments de sécurisation des sites. À ce titre, de nombreux rapports font le bilan du fonctionnement de la douzaine de poudreries alors en activité, et un rapport de synthèse est présenté au roi.

#### Assurances et développement industriel

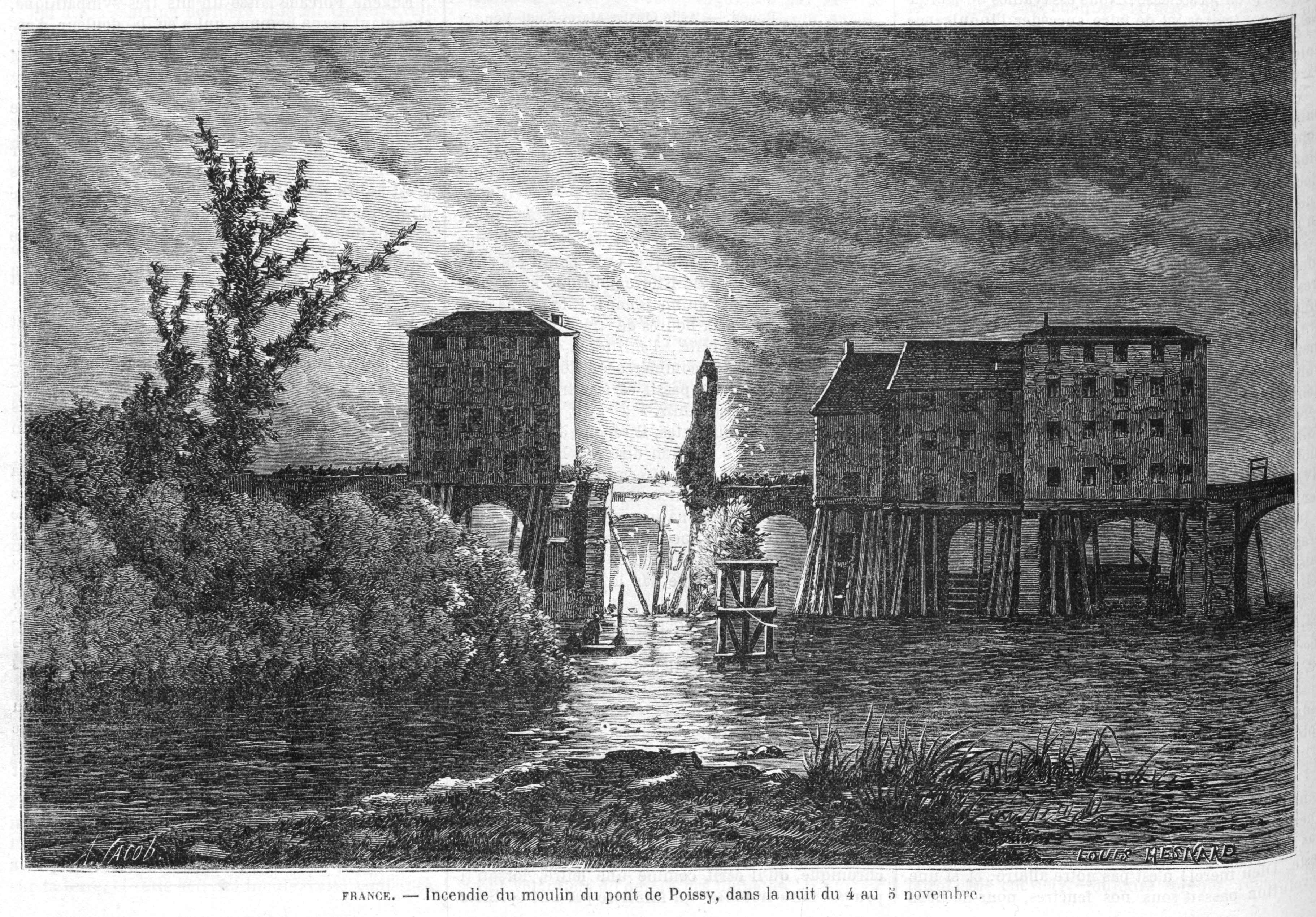
Incendie du moulin du pont de Poissy dans la nuit du 4 au 5 novembre 1869.

En Grande-Bretagne, la technique de l’assurance devient prédominante pour gérer le risque d’incendie au XVIIIe siècle – le Grand incendie de Londres de 1666 a indéniablement servi de catalyseur –, et permet le développement industriel du pays. En France, ce n’est qu'en 1818 que les premières compagnies d’assurances sont spécifiquement autorisées pour lutter contre l’incendie en sortant du cadre de la prévoyance mutualiste. Comme l’a souligné Serge Chassagne, spécialiste de l’histoire de l’industrie textile, les entreprises textiles, soumises à des risques élevés d’incendie, ont été motrices de cette mutation dans les principaux bassins de l’industrie textile, la Normandie, l’Alsace et le Nord.

#### 1825: prise en compte des industries dangereuses
Si le monde de l’assurance prend en compte le risque d’incendie, tel n’est pas le cas pour le risque d’explosion. Au contraire, les décisions sont prises au sommet de l’État pour une réponse concertée entre l’Académie des sciences et l’administration centrale, qui conduit à l’application de standards de sécurité définis a priori et contrôlés par les ingénieurs des mines. Les deux ordonnances royales sur la sécurisation des machines à vapeur et des gazomètres de 1823 et 1824 sont suivies en 1825 par l’intégration de toutes les industries « dangereuses » dans la nomenclature de la loi de 1810 sur les établissements industriels polluants ; celles-ci sont désormais soumises à la surveillance d’une administration confiante dans la capacité de la technique à résoudre les maux de l’industrie.

#### Entre éloignement et intégration au tissu urbain
Si la plupart de nombreuses usines nouvelles s’installent à la périphérie des grandes villes, l'absence de cohérence, ou, a minima, de coordination, entre les politiques de développement industriel et d’urbanisation conjuguée avec la poussée démographique et urbanistique conduisent à installer des usines au cœur même du tissu urbain. Cela est ainsi le cas des usines de production d'électricité à la fin du XIXe siècle, souvent installées au cœur des villes, qui se traduisirent par le retour des nuisances pour le voisinage (fumées noires issues de la combustion du charbon, bruits et trépidations). Ainsi, les villes n’ont pas cessé de s’étendre au cours du XIXe siècle et du siècle suivant, pour finir par se rapprocher, voire venir au contact, des industries qui s’étaient implantées en dehors de toute zone urbanisée. La situation est devenue tellement contradictoire et ingérable qu’à la fin du XIXe siècle, la question se posait de savoir si l’exigence d’éloignement était un bon remède, ou bien un mal supplémentaire et s’il ne fallait finalement pas mieux inciter, voire contraindre, les industries visées à maîtriser et contenir leurs nuisances et dangers, de sorte à mieux les faire cohabiter sinon au cœur des villes, du moins à proximité.

### XXesiècle

#### 1906: Catastrophe de Courrières, la rançon du progrès

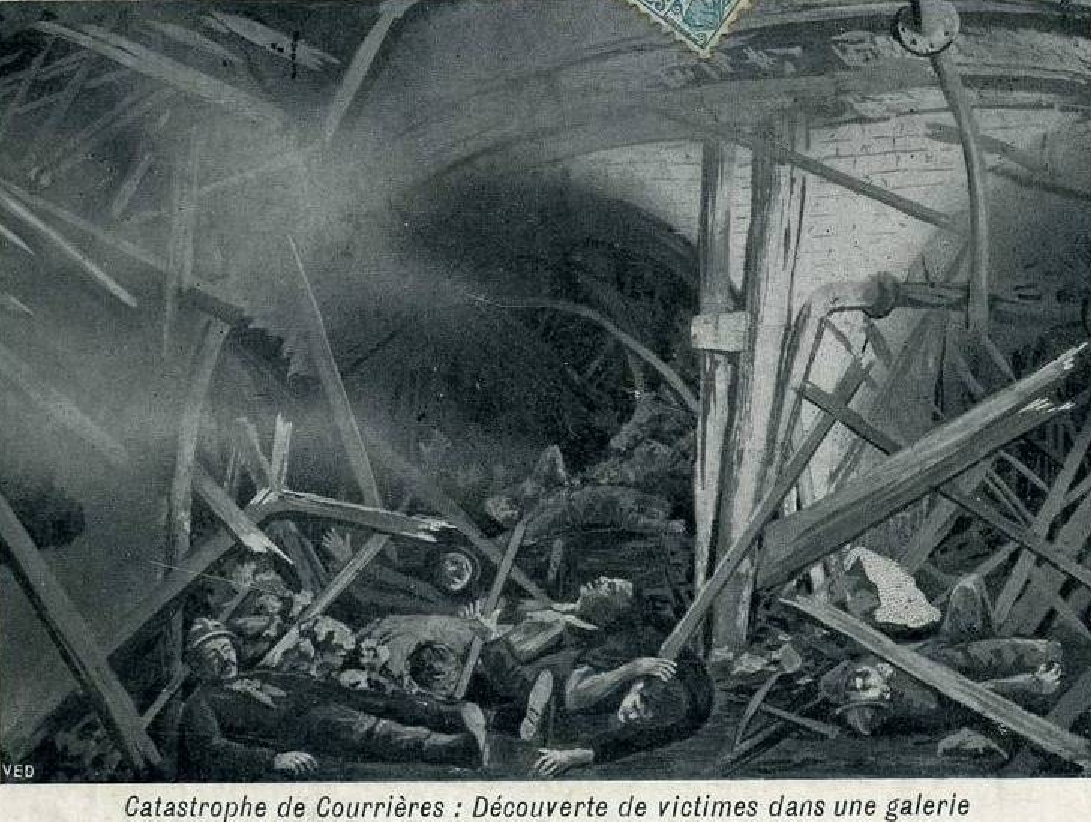
La catastrophe de la mine de charbon de Courrières, le 10 mars 1906.

L’explosion de la mine de Courrières en France, en 1906 (1099 morts), et celle de la poudrerie de Faversham, berceau de l’industrie anglaise des explosifs, en 1916 (115 morts), sont des marqueurs symboliques très forts. L’ampleur des catastrophes est paradoxalement parfois un effet de l’application de nouvelles mesures de sécurité, comme dans le cas de Courrières, où le progrès de la ventilation a paradoxalement permis à la déflagration de s’étendre à de nombreuses galeries, alors même que la société d’exploitation avait été récompensée par la médaille d’or de la sécurité à l’Exposition universelle de 1889. Il faut donc se garder de voir dans la seule réglementation le progrès de la sécurité au travail. Toutefois, dans une certaine mesure, les mines apparaissent comme un laboratoire de la gestion du risque industriel.

#### 1917: loi sur les établissements dangereux, insalubres ou incommodes
À la veille de la profonde réforme que va instaurer la loi du 19 décembre 1917, le nombre d’établissements classés qui sont comptabilisés par les préfets en 1913 s’élève pour toute la France à quelque 75 000, se décomposant officiellement en huit secteurs : 14 585 tueries, 3 273 vacheries, 2 868 buanderies, 2 313 scieries, 1 809 porcheries, 1 508 dépôts de chiffons, 1 170 distilleries, 231 activités de dorure sur métaux. Ce décompte, où prédominent très largement les exploitations agricoles et connexes (élevages et tueries), ne tient nullement compte de nombreuses autres activités, comme toutes celles relevant de la chimie. Il faut probablement trouver la raison de ce décompte dans le fait que ces secteurs correspondent à la fois à des secteurs traditionnels et peu appréciés de la population, tandis que les autres activités, comme la chimie par exemple, sont plus modernes et aux mains de propriétaires souvent influents.
En 1915, le ministre de la guerre, Joseph Gallieni, propose un décret qui met fin au fonctionnement sans autorisation de nombreuses usines et manufactures qui se sont développées à travers le pays pour répondre à l’effort de guerre. Il s’agit du décret du 12 décembre 1915 relatif à « la surveillance des établissements dangereux ou insalubres qui travaillent pour la Défense nationale » qui confère certes à l’exploitant l’autorisation provisoire d’exploiter ou de s’étendre, mais pour la seule durée des hostilités et à condition qu’il respecte les « mesures prescrites dans l’intérêt de la salubrité publique ou de la sécurité des ouvriers et des voisins ». Le principe, fondamental, de surveillance et d’inspection des établissements dangereux et insalubres, est ainsi clairement établi dès décembre 1915, deux ans avant la loi cadre de 1917.
La loi du 19 décembre 1917 relative « aux établissements dangereux, insalubres ou incommodes » abroge toutes les dispositions antérieures contraires. Son intitulé reprend l’ordre qu’avait établi, pour la première fois, l’ordonnance du 9 février 1825 : la notion de dangerosité vient en premier, celle d’incommodité en dernier (A). Elle se fonde à la fois sur le retour d’expérience de la législation de 1810 et sur l’évolution de toute une société, devenue plus sensible à l’hygiène et à la santé publiques et de plus en plus défavorable aux nuisances industrielles. La loi s’applique aux établissements qui présentent des « causes de dangers », c’est-à-dire qu’elle prend en compte non seulement les dangers, mais aussi leur potentialité. Ce qui est une évolution majeure par rapport au décret de 1810. Sa finalité première n’est plus de soumettre à autorisation (ou permission) administrative les activités concernées, de façon cohérente avec l’introduction du régime déclaratif, mais de les soumettre à surveillance. Parmi les innovations majeures, mais rarement mentionnées dans la littérature malgré leur caractère novateur, la loi consacre et amplifie l’information du public en prescrivant non seulement l’affichage d’un extrait de l’arrêté préfectoral d’autorisation à la porte de la mairie, son insertion dans un journal d’annonces légales du département, mais aussi son dépôt aux archives de la mairie et sa mise à disposition du public. Parmi les nombreuses dispositions nouvelles de la loi de 1917, beaucoup s’appliquent encore de nos jours, au moins dans leur principe, ce qui en fait bien le texte fondateur essentiel de la législation actuelle.

#### 1932-1958: premières prises en compte de l’urbanisme
Il faut toutefois attendre le 20 avril 1932 pour qu’une loi prévoit de croiser et de coordonner, pour la première fois, la réglementation des établissements classés et les lois d’urbanisme, adoptées de leur côté le 14 mars 1919 et le 18 juillet 1924 Mais le rapprochement entre les usines et les habitations devient progressivement inéluctable, conséquence directe d’un développement industriel de plus en plus intensif qui s’accélère encore dans la période d’après-guerre. Un décret, publié le 31 décembre 1958, vise à limiter les possibilités d’implantation ou d’extension d’entreprises en dehors des zones industrielles.

#### De Feyzin à la loi sur les ICPE de 1976
Le 4 janvier 1966, la catastrophe de la raffinerie de Feyzin, près de Lyon, fait 18 morts, 84 blessés, et cause des dommages sur 1 475 habitations. Les insuffisances de sécurité mises en exergue, amplifiées par la montée en puissance des mouvements écologistes, appellent un renforcement des exigences réglementaires et conduisent à l’adoption en France de la loi du 19 juillet 1976, relative aux ICPE. Cette loi élargit le champ d'application de la loi de 1917 (sur les installations insalubres) à tous les établissements où s'exercent des activités inscrites sur une liste (nomenclature) fixée par décret en Conseil d'État (Décret n°53-578, du 20 mai 1953, modifié depuis plusieurs fois). Les régimes dérogatoires, qui concernaient les établissements agricoles, les entreprises d’État et celles appartenant aux collectivités territoriales, disparaissent. Les intérêts protégés par la loi sont également étendus. Ils couvrent désormais – outre « la santé, la sécurité, la salubrité publiques et l’agriculture » – « la protection de la nature et de l'environnement », et « la conservation des sites et des monuments ». Reprenant le texte de 1917, la nomenclature soumet les différents types d’installations classées, à autorisation ou à déclaration, suivant la gravité des dangers ou des inconvénients que peut présenter leur exploitation. Ainsi, les installations qui ne présentent pas de dangers ou d’inconvénients graves sont soumises à une simple déclaration. L'autorisation doit, elle, être obtenue avant toute exploitation et ne peut être accordée que si ces dangers ou inconvénients peuvent être prévenus par des mesures spécifiées par arrêté préfectoral. La délivrance de l’autorisation est également subordonnée à l’éloignement des habitations, des cours d'eau, des voies de communication, des zones de captages d'eau, etc. En 1976, quelque 60 000 installations sont soumises au régime de la déclaration et 6000 au régime de l’autorisation.
Publié le 21 septembre 1977, le décret d'application de la loi de 1976 introduit les notions d’étude d'impact et d’étude de dangers. La première comprend une analyse de l'état initial du site et de son environnement ainsi qu’une analyse des effets directs et indirects, temporaires et permanents de l'installation sur l'environnement et la santé humaine (volet sanitaire introduit par le décret du 20 mars 2000). Les mesures correctives prévues et les conditions de remises en état du site après l’exploitation doivent également être précisées. L’étude des dangers présentés par l'installation (leurs causes et leurs conséquences) vise, de son côté, à décrire les mesures préventives prises pour éviter l'apparition d'un accident et réduire ses effets. L’étude décrit aussi l'organisation des moyens d'intervention en cas d’accident.

#### 1982-1996 – Directives Seveso 1 et 2
En 1976 intervient la catastrophe de Seveso en Italie. Un nuage d'herbicide contenant des produits toxiques s'échappe d'une usine chimique, et contamine les alentours, provoquant à la fois des hospitalisations pour les enfants des communes voisines, dont celle de Seveso, et la mort de plusieurs dizaines de milliers d'animaux d'élevage. Cette catastrophe incite les États européens à se doter d'une politique commune en matière de prévention des risques industriels majeurs.
Ainsi, après la loi sur les installations classées du 19 juillet 1976 concernant toute activité ou nuisances pour l'environnement, les directives Seveso, nom générique d'une série de directives européennes qui imposent aux États membres de l'Union européenne d'identifier les sites industriels présentant des risques d'accidents majeurs, appelés « sites Seveso », et d'y maintenir un haut niveau de prévention, transposées en droit français, viennent renforcer progressivement la réglementation française en matière de risques industriels. La directive 82/501/CEE dite « directive Seveso 1 » date du 24 juin 1982. Cette directive est amendée à deux reprises : le 24 mars 1987 et le 24 novembre 1988 (modifications mineures : modification de seuils et nouvelles substances introduites). Elle est abrogée par la directive 96/82/CE du 9 décembre 1996 dite Seveso 2 qui a abroge la directive de 1982 à compter du 3 février 1999.
Cette nouvelle directive Seveso 2 reprend les exigences de sécurité de la directive de 1982 et renforce les dispositions relatives à la prévention des accidents majeurs. Elle introduit néanmoins quelques nouveautés au dispositif existant. Elle est transposée en droit français avec le décret du 28 décembre 1999, qui crée de nouvelles rubriques et modifie des rubriques existantes de la nomenclature I.C.P.E.. Il crée aussi une règle de cumul (annexe IV du décret), qui entraîne qu'un établissement peut être classé AS (autorisation avec servitudes) sans avoir aucune installation AS, en sommant les effets de différentes installations du site.

### XXIesiècle

#### 2001: catastrophe de l’usine AZF de Toulouse

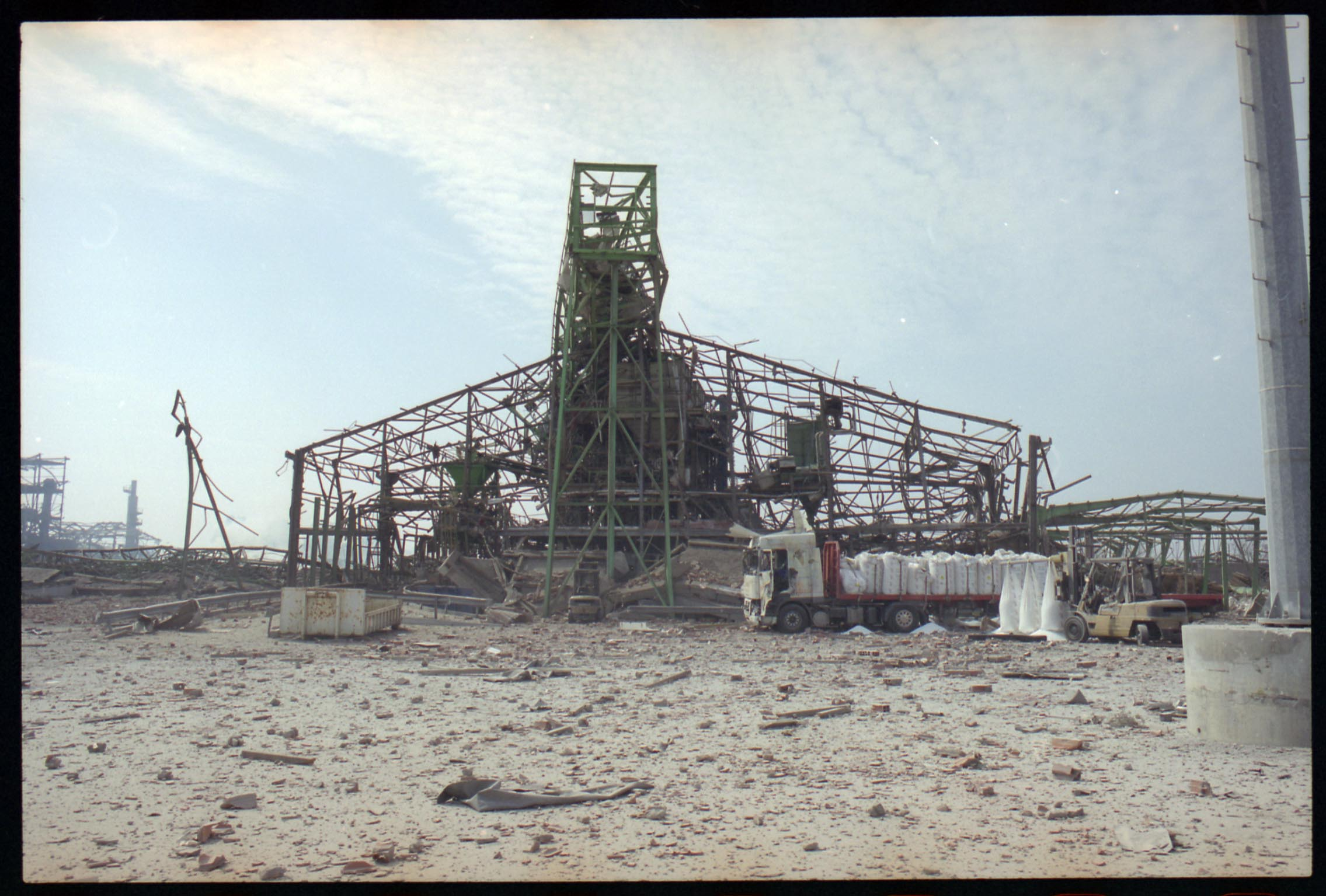
L'usine AZF de Toulouse après l'explosion du 21 septembre 2001.

Le 21 septembre 2001, à 10h18, un stock de l’usine AZF de Toulouse d’environ 400 tonnes de nitrate d'ammonium explose, creusant un cratère de 70 mètres de long, 40 mètres de largeur et de 6 mètres de profondeur. Un séisme de magnitude 3,4 a même été enregistré. Le bilan officiel fait était de 31 morts, dont 21 employés sur le site, et environ 2 500 blessés. L’explosion a causé des destructions importantes dans la partie sud-ouest de la ville. Le site AZF lui-même est soufflé. À proximité, les zones commerciales de Darty et Brossette sont totalement détruites. 150 bus stationnés à proximité du site sont également détruits. De très nombreux logements, plusieurs entreprises et quelques équipements ont également été touchés. On estime les dégâts matériels à environ 2 milliards d’euros, dont 33 millions d’euros pour des bâtiments publics.
Loi du 30 juillet 2003 : à la suite de l’explosion de l'usine AZF de Toulouse en 2001, renforcement de la prévention des risques via la création des PPRT (plans de prévention des risques technologiques).
Ordonnance du 11 janvier 2012 : harmonisation des polices de l’environnement. Le contrôle des installations classées relève des inspecteurs de l’environnement ayant reçu ces attributions.

#### Directive Seveso 3
La directive 2012/18/UE du 4 juillet 2012 dite « directive Seveso 3 », a été publiée le 24 juillet 2012 au Journal officiel de l’Union européenne. En vigueur depuis le 1er juin 2015, elle remplace la directive Seveso 2. Elle concerne environ 10 000 établissements dans l’Union européenne, dont près de 1 200 en France. Les dispositions de niveau réglementaire de cette directive sont transposées en droit français avec l’arrêté ministériel du 26 mai 2014 qui remplace et abroge au 1er juin 2015 l'arrêté du 10 mai 2000 relatif à la prévention des accidents majeurs impliquant des substances ou des préparations dangereuses présentes dans certaines catégories d'installations classées pour la protection de l'environnement soumises à autorisation. Ce nouvel arrêté procède notamment à un toilettage des dispositions relatives au contenu des études de dangers et des analyses de risques des accidents majeurs.

## Réglementation des installations classées

### Nomenclature des installations classées
Toute exploitation industrielle ou agricole susceptible de créer des risques ou de provoquer des pollutions ou nuisances, notamment pour la sécurité et la santé des riverains est une installation classée.
La nomenclature des installations classées est divisée en quatre parties :
- les substances (ex : combustibles, inflammables, radioactives…)
- les activités (ex. : agroalimentaire, bois, déchets …)
- les activités relevant de la directive sur les émissions industrielles
- les substances relevant de la directive Seveso 3, à savoir :
  - 41xx : Toxiques
  - 42xx : Explosifs
  - 43xx : Inflammables
  - 44xx : Autoréactifs
  - 45xx : Dangereux pour l’environnement
  - 46xx : Mentions de danger spécifiques
  - 47xx : Nommément désignées
  - 48xx : Autres

#### Régime de classement
| Régime de classement | Exemple pour un élevage de veaux de boucherie |
| -------------------- | --------------------------------------------- |
| Déclaration          | de 50 à 400 animaux                           |
| Enregistrement       | 401 à 800 animaux                             |
| Autorisation         | Plus de 800 animaux                           |

Les activités relevant de la législation des installations classées sont énumérées dans une nomenclature qui les soumet à un régime d’autorisation ou de déclaration en fonction de l’importance des risques ou des inconvénients qui peuvent être engendrés :
- Déclaration : C'est le niveau le plus bas. Il concerne les activités les moins polluantes et les moins dangereuses. Une simple télé-déclaration vers la préfecture est nécessaire et oblige à respecter les prescriptions types applicables, sauf à demander un aménagement au préfet[34]
- Enregistrement : Conçu comme une autorisation simplifiée, ce régime concerne des secteurs dans lesquels les risques sont connus et peuvent être encadrés par des prescriptions standardisées, sauf particularité. Comme pour le régime d’autorisation, dès réception en préfecture, le dossier de demande d’enregistrement est transmis à l’inspection des installations classées, qui vérifie s’il est complet et le cas échéant propose au préfet de le faire compléter. Le dossier est alors soumis à l’avis consultatif du conseil municipal des communes concernées et à une consultation du public sur internet. L’ensemble des informations recueillies fait l’objet d’un rapport de synthèse préparé par l’inspection des installations classées. Soit le préfet prononce l’enregistrement, par arrêté d’enregistrement, sans autre procédure. Soit le préfet peut, après avis du CODERST, prescrire des dispositions complémentaires ou adapter les prescriptions nationales au cas particulier. C’est donc une procédure simplifiée : la procédure d’enregistrement permet de réduire à 5 mois le délai d’instruction du dossier d’enregistrement[34]. Ce régime a été introduit par l’ordonnance n°2009-663 du 11 juin 2009 et mis en œuvre par un ensemble de dispositions publiées au JO du 14 avril 2010[35] ;
- Autorisation : pour les installations présentant les risques ou pollutions les plus importants. L’exploitant doit faire une demande d’autorisation avant toute mise en service, démontrant l’acceptabilité du risque. Le préfet peut autoriser ou refuser le fonctionnement, par voie d’arrêté préfectoral. En cas d'autorisation, il fixe les dispositions techniques ou organisationnelles que doit respecter l’installation, allant si nécessaire plus loin que les dispositions nationales applicables au secteur. L’ensemble de cette procédure prend en moyenne 10 à 12 mois entre la date de dépôt d’un dossier jugé complet et la signature de l’arrêté préfectoral[34].

### Dispositions de la directive Seveso
La directive Seveso distingue deux types d’établissements, selon la quantité totale de matières dangereuses sur site : les établissements Seveso seuil haut et les établissements Seveso seuil bas .
Les mesures de sécurité et les procédures prévues par la directive varient selon le type d’établissements (seuil haut ou seuil bas), afin de considérer une certaine proportionnalité.
Ces mesures consacrent les "bonnes pratiques" en matière de gestion des risques : introduction de dispositions sur l’utilisation des sols afin de réduire les conséquences des accidents majeurs, prise en compte des aspects organisationnels de la sécurité, amélioration du contenu du rapport de sécurité, renforcement de la participation et de la consultation du public.
Il existe 1365 établissements relevant du régime Seveso au 19 octobre 2019 : 737 seuils hauts et 628 seuils bas. Ce décompte varie continuellement en fonction de l'évolution de l'activité des entreprises ou des efforts de réduction des risques à la source par les exploitants.

### Dispositions de la directive IED
L’approche intégrée de la réduction de la pollution des installations classées consiste à réduire si ce n’est éviter les émissions dans l’air, l’eau, le sol, en prenant en compte également la gestion des déchets afin d’atteindre un haut niveau de protection de l’environnement dans son ensemble. Ce principe est valable en France pour toutes les installations classées.
La directive européenne 2008/1/CE du 15 janvier 2008 relative à la prévention et à la réduction intégrées de la pollution (directive dite « IPPC » pour Integrated Pollution Prevention and Control), a pour objet d’imposer une approche globale de l’environnement pour la délivrance des autorisations des grandes installations industrielles considérées comme les plus polluantes. L’ensemble des installations relevant de cette directive doit être exploité conformément aux exigences de la directive. Elle est remplacée par la directive n° 2010/75/UE du 24 novembre 2010 relative aux émissions industrielles (prévention et réduction intégrées de la pollution) , dite directive IED, pour Industrial Emission Directive, qui est le pendant pour les risques chroniques de la directive 2012/18/UE du 4 juillet 2012 dite directive Seveso 3. Ses principes directeurs sont :
- le recours aux meilleures techniques disponibles (MTD) dans l’exploitation des activités concernées. Les MTD doivent être le fondement de la définition des valeurs limites d’émission (VLE) et des autres conditions de l’autorisation ;
- le réexamen périodique des conditions d’autorisation ;
- la remise en état du site dans un état au moins équivalent à celui décrit dans un « rapport de base » qui décrit l’état du sol et des eaux souterraines avant la mise en service.

Il existe 6 966 installations IED en France au 19 octobre 2019.

### Correspondance entre l’ampleur du risque et les classements français (ICPE) et européen (SEVESO)
De manière simplifiée, le tableau suivant présente une correspondance entre l’ampleur du risque et les classements français (ICPE) et européen (SEVESO). Cette approche est volontairement simplifiée. La règle de cumul sur les activités et les substances stockées ou mises en œuvre peut conduire en effet à un classement SEVESO sans qu’il y ait de dépassement de seuil SEVESO sur une seule de ses activités ou substances.
| Nature du risque ou de la nuisance | Classement ICPE Installation Classée pour la Protection de l’Environnement | Classement SEVESO |
| ---------------------------------- | -------------------------------------------------------------------------- | ----------------- |
| Nuisance ou danger faible          | Déclaration (D)                                                            | Non classé        |
| Nuisance ou danger moyen           | Autorisation (A)                                                           | Non classé        |
| Danger important                   | Autorisation (A) + seuil dépassé de l’arrêté ministériel du 26 mai 2014.   | Seuil bas         |
| Danger fort                        | Autorisation avec servitude d’utilité publique (AS)                        | Seuil haut        |

## Connaissance du risque industriel

### Nombre de sites Seveso
Au 10 octobre 2019, on recense sur le territoire national 1 367 sites Seveso — ventilés en 738 sites Seveso seuil haut et 629 sites Seveso seuil bas — avec la répartition géographique suivante :
|                            | Établissements Seveso | Établissements Seveso | Établissements Seveso | Superficie (km2) | Densité (u/1 000 km2) |
| Seuil haut                 | Seuil bas             | Total                 |                       | Superficie (km2) | Densité (u/1 000 km2) |
| -------------------------- | --------------------- | --------------------- | --------------------- | ---------------- | --------------------- |
| Métropole                  | 711                   | 614                   | 1325                  |                  |                       |
| Auvergne-Rhône-Alpes       | 105                   | 76                    | 181                   | 69 711           | 2,6                   |
| Bourgogne-Franche-Comté    | 28                    | 40                    | 68                    | 47 784           | 1,4                   |
| Bretagne                   | 25                    | 27                    | 52                    | 27 208           | 1,9                   |
| Centre-Val de Loire        | 39                    | 35                    | 74                    | 39 151           | 1,9                   |
| Corse                      | 5                     | 6                     | 11                    | 8 680            | 1,3                   |
| Grand Est                  | 100                   | 56                    | 156                   | 57 441           | 2,7                   |
| Hauts-de-France            | 98                    | 67                    | 165                   | 31 806           | 5,2                   |
| Île-de-France              | 37                    | 68                    | 105                   | 12 011           | 8,7                   |
| Normandie                  | 58                    | 51                    | 109                   | 29 907           | 3,6                   |
| Nouvelle-Aquitaine         | 82                    | 83                    | 165                   | 84 036           | 2                     |
| Occitanie                  | 50                    | 36                    | 86                    | 72 724           | 1,2                   |
| Pays de la Loire           | 28                    | 27                    | 55                    | 32 082           | 1,7                   |
| Provence-Alpes-Côte d'Azur | 56                    | 42                    | 98                    | 31 400           | 3,1                   |
| Outre-mer                  | 27                    | 15                    | 42                    |                  |                       |
| Guadeloupe                 | 3                     | 1                     | 4                     | 1 628            | 2,5                   |
| Martinique                 | 4                     | 4                     | 8                     | 1 128            | 7,1                   |
| Guyane                     | 16                    | 5                     | 21                    | 83 534           | 0,3                   |
| La Réunion                 | 3                     | 3                     | 6                     | 2 504            | 2,4                   |
| Mayotte                    | 1                     | 2                     | 3                     | 374              | 8                     |
| Total                      | 738                   | 629                   | 1367                  |                  |                       |

### Accidents historiques

#### Accidents majeurs en France
- L'explosion de la raffinerie de Feyzin au sud de Lyon, survenue le 4 janvier 1966, fait 18 morts dont 11 pompiers et cause des dégâts aux toitures et aux vitres dans un rayon de plusieurs kilomètres ;
- L'explosion de l'usine AZF de Toulouse le 21 septembre 2001 entraîne la mort de trente et une personnes, et fait deux mille cinq cents blessés et de lourds dégâts matériels à la suite de l’explosion d’un stock de nitrate d'ammonium ;
- L'incendie de l'usine Lubrizol à Rouen le 26 septembre 2019.

### Le Barpi
Le Bureau d'analyse des risques et des pollutions industrielles (Barpi) est un service de l'État chargé de recenser l'ensemble des accidents industriels en France. Ce bureau peut donc apporter des informations à toute personne désirant connaître l'historique des accidents industriels.

### Bureau d'enquêtes et d'analyses sur les risques industriels
Le Bureau d'enquêtes et d'analyses sur les risques industriels (dit BEA-RI) est créé fin 2020 pour mener des enquêtes techniques sur certains accidents industriels majeurs, de manière indépendante des industriels et des autorités de contrôle. 
Il détermine les causes de ces accidents et doit contribuer à l’amélioration de la sécurité.

## Gestion du risque industriel

### Surveillance et contrôle des installations

#### Responsabilité de l’exploitant
L’exploitant est le seul responsable de son installation depuis sa création jusqu’à sa mise à l’arrêt ou son transfert. À cette fin, il doit démontrer qu’il respecte en permanence les prescriptions techniques d’exploitation et ne crée pas de conséquences irréversibles en termes d’environnement ou de sécurité. Ces obligations s’imposent : au cours de la vie de son installation, lors de son transfert, à la fin de la vie de son installation (obligation de remise en état), après son arrêt définitif (obligation de surveillance si nécessaire) .
Afin d'accompagner les entreprises de l'industrie en France dans leur projet, il existe aujourd'hui des logiciels de calcul 3D afin de prévenir les accidents industriels et permettre à l'exploitant d'étudier au mieux l'implantation de son site industriel dans le cadre de l'autorisation environnementale.

#### Contrôles
Une installation classée, qu’elle soit autorisée ou déclarée, peut faire l’objet de contrôles. Le but est de vérifier la conformité réglementaire de l’installation afin de protéger les intérêts visés à l’article L 511-1 du code de l’environnement. Depuis 2012, ces contrôles relèvent de l’inspection des installations classées. Ce sont donc les inspecteurs des installations classées qui réalisent ces contrôles (DRIRE, DDSV, STIIIC pour la plupart).
Au niveau national sont définis programme stratégique de l’inspection signé par la ministre (comme les programmes 2014-2017 ou 2019-2022  et un plan pluriannuel de contrôle de l’inspection des installations classées fixant les priorités thématiques et les modalités de mise en œuvre. Ces cadres généraux peuvent être complétés par des instructions annuelles.
En 2015, 1 569 inspecteurs des installations classées étaient en poste et avaient procédé en 2015 à 20 000 visites d’inspection réalisées se répartissant en 14 000 dans des établissements soumis  à autorisation et à enregistrement, 3 000 dans des établissements soumis  à déclaration et 3 000 dans d’autres établissements.
Si le nombre total des visites d’inspection (20 000 visites en 2014) diminue  depuis 2006 (- 34%), le nombre de visites d’inspection approfondie (10 000 visites en 2014) reste élevé, confortant le travail de fond de l’inspection en ciblant davantage les points à enjeux.

### Prévention
La prévention des risques technologiques et industriels nécessite la vigilance de tous, chacun dans ses responsabilités. L'exploitant des installations dangereuses doit les concevoir, les construire et les exploiter en réduisant autant que possible les risques d'accidents, sous le contrôle de l'inspection des installations classées (État). L'approche française de la prévention est basée sur des principes communs européens. La sécurité est assurée selon le principe de la défense en profondeur, associant plusieurs " couches " de prévention et de protection indépendantes. La sécurité doit, en outre, intégrer tous les aspects du risque : production et utilisation de matières dangereuses, transport, installations nouvelles et anciennes et faire participer tous les acteurs

#### Concertation
Commissions de suivi de site (CSS)

La loi prévoit la création de comités locaux d'information et de concertation (CLIC) autour des installations Seveso à hauts risques définies au IV de l'article L 515-8 du code de l'environnement, pour permettre au public d'être mieux informé et d'émettre des observations. À la suite du décret du 7 février 2012, les Clic sont remplacés par une commission de suivi de site. La loi renforce également les pouvoirs des comités d'hygiène, de sécurité et des conditions de travail (CHSCT) et la formation des salariés pour leur permettre de participer plus activement à l'élaboration et à la mise en œuvre de la politique de prévention des risques de l'établissement.
De plus, lors de leur création, les installations Seveso seuil haut, font l'objet d'une attention particulière. En effet l'information du public est renforcée par l'article L 123-9 dans sa nouvelle rédaction. Il en ressort que lors de l'enquête publique portant sur l'autorisation de l'installation, une réunion publique est obligatoire si le maire de la commune sur le territoire de laquelle sera implantée l'installation en fait la demande.
Secrétariats permanents pour la prévention des pollutions et risques industriels (SPPI)

Créés initialement pour résoudre les conflits locaux liés à l'industrie (Fos-sur-Mer Étang de Berre en 1971, Estuaire de la Seine en 1977), les secrétariats permanents pour la prévention des pollutions et risques industriels (ou S3PI) sont rapidement devenus des outils d'information sur l'environnement et les risques industriels pour être aujourd'hui de réelles structures de concertation territoriale. Structure multipartite et indépendante, le SPPPI réunit tous les acteurs de l'environnement industriel (industriels, services de l'Etat, élus et services des collectivités locales, scientifiques et experts, associations...) autour d'objectifs communs d'information, de concertation, d'évaluation et de proposition sur la prévention des risques et des pollutions d'origine industrielle. Quinze SPPPI ont été créés depuis 1971 : d'abord ceux des Bouches-du-Rhône (1971) et de la Vallée de la Seine (1977), puis, sur la base de ces expériences, Presqu'île d'Ambès (1990), Côte d'Opale-Flandre (1990), Agglomération lyonnaise Spiral (1990), Estuaire de la Loire (1992), Strasbourg-Kehl (fin 1992), la Vallée de Seine en Yvelines (1993), Centre spatial guyanais (1997), Presqu'île d'Ambès (1998), Estuaire de l'Adour (1998), Artois (1998) et Hainaut-Cambraisis-Douaisis (1998). Avec le décret du 22 août 2008, ils sont intégrés au Code de l'environnement avec les articles D125-35 et D125-36.

#### Maîtrise de l'urbanisation (PPRT)
La loi du 30 juillet 2003 relative à la prévention des risques technologiques et naturels et à la réparation des dommages prévoit l'élaboration de plans de prévention des risques technologiques (PPRT) pour tous les établissements Seveso à « haut risque » dits AS et pour tous les établissements Seveso à seuil haut depuis la nouvelle réglementation associée à la Directive Seveso 3. Leur objectif est de résoudre les situations difficiles en matière d'urbanisme héritées du passé et de mieux encadrer l'urbanisation future. L'exploitant doit tout d'abord mettre en œuvre toutes les mesures de sécurité envisageables pour atteindre un niveau de risque aussi bas que possible, compte tenu de l'état des connaissances et des pratiques et de la vulnérabilité de l'environnement de l'établissement : on parle de réduction du risque à la source.
Pour l'essentiel, les décisions individuelles d'exploiter sont prises sous l'autorité du ministère chargé de l'environnement, par le préfet de département assisté des services de l'inspection des installations classées. Ces décisions fixent des conditions d'exploitation qui visent à prévenir les accidents. L'État, par l'intermédiaire de la Drire, joue également un rôle important, car il a la charge de contrôler la pertinence des analyses des risques, puis d'assurer le contrôle a posteriori des sites. Ces contrôles ont pour objectif de s'assurer que l'industriel respecte les prescriptions de son arrêté préfectoral d'autorisation et que ses activités ne sont pas de nature à générer un risque non déclaré au préfet
Le 5 novembre 2019, l'Association nationale des collectivités pour la maîtrise des risques technologiques majeurs (Amaris) publie un livre blanc sur la mise en protection des activités riveraines des sites Seveso seuil haut, un document particulièrement critique sur la mise en œuvre des PPRT. Il s’agit de l’aboutissement d’une étude engagée en 2017 par la métropole de Lyon et Amaris, bien avant donc l'incendie de l'usine Lubrizol à Rouen du 26 septembre 2019, sur la base de témoignages sur le terrain, dans plusieurs territoires, pour mieux appréhender la façon dont les entreprises répondent aux obligations fixées dans le cadre des PPRT. Six territoires ont été étudiés : Port-Jérôme, Dunkerque, Le Havre, Montoir-de-Bretagne, la vallée de la Chimie (agglomération lyonnaise) et Fos-sur-mer. Ce rapport dénonce plusieurs manquements en matière de l’application des moyens de prévention et des déficiences notables pour la gestion de crise et la bonne diffusion de l’information. Le rapport précise en particulier que « les entreprises riveraines disposent d'un très faible niveau d'appropriation des enjeux des PPRT et de la culture du risque en général. Très peu d'acteurs économiques ont engagé des démarches. Quand tel est le cas, ils le font exclusivement dans le cadre d'initiatives collectives et partenariales ».
La première défaillance concerne le faible taux de mise en œuvre des prescriptions foncières (expropriation ou délaissement) : sur les 300 mesures foncières au niveau national, moins de 24 ont été mises en œuvre. Par ailleurs peu de mesures alternatives que peuvent proposer les exploitants, afin d’éviter un impact trop important sur le tissu économique local, ont été mises en œuvre, voire proposées. Le rapport dénonce également des acteurs économiques sans accompagnement, des équipements publics accueillant parfois des publics plus vulnérables, comme des enfants et des personnes âgées, ne bénéficiant d’aucun accompagnement technique et financier, les maires et communes mis à l’écart en gestion de crise, des moyens d'alerte inadaptés.
Le rapport émet 20 recommandations, parmi lesquelles une refonte intégrale des dispositifs d’alerte et une bien meilleure communication en amont sur les risques, et également pendant une crise avec une approche multicanale de la communication, un sujet sur lequel s’étaient déjà exprimés le président d’Amaris, après l’alerte à la suite de l’accident de l'usine Lubrizol à Rouen
 mais aussi Christian Sommade, délégué général du Haut comité français pour la résilience nationale. Amaris propose ainsi l’application de la solution cellbroadcast, en vigueur au Japon, aux États-Unis ou aux Pays-Bas, permettant de diffuser rapidement un message « intelligible et facilement identifiable à l’ensemble des téléphones situés dans un espace géographique donné »,
.

### Information préventive des populations
Le droit à l'information générale sur les risques majeurs s'applique. Chaque citoyen doit prendre conscience de sa propre vulnérabilité face aux risques et pouvoir l'évaluer pour la minimiser. Pour cela il faut se tenir informé sur la nature des risques qui menacent, ainsi que sur les consignes de comportement à adopter en cas d'événement (mairie, services de l'État).
En complément du dossier départemental des risques majeurs (DDRM), pour les communes concernées par l’application du décret 90-918 codifié, le préfet transmet au maire les éléments d’information concernant les risques de sa commune, au moyen de cartes au 1/25 000 et décrit la nature des risques, les événements historiques, ainsi que les mesures d’État mises en place (dossier TIM). Le maire élabore le Dossier d'information communal sur les risques majeurs (DICRIM). Celui-ci synthétise les informations transmises par le préfet, complétées des mesures de prévention et de protection dont le maire a connaissance. Le maire définit les modalités d’affichage du risque industriel et des consignes individuelles de sécurité.
Par ailleurs, les populations riveraines des sites classés Seveso seuil haut doivent recevoir tous les cinq ans une information spécifique financée par les exploitants, sous contrôle du préfet. Cette campagne, généralement appelée campagne PPI (Plan Particulier d’Intervention), doit notamment porter sur la nature du risque, les moyens de prévention mis en place, ainsi que sur les consignes à adopter.

### Gestion de crise et organisation des secours

#### Alerte
En cas d’événement majeur, la population est avertie au moyen du signal national d'alerte, diffusé par les sirènes présentes sur les sites industriels classés Seveso seuil haut.

#### Niveau de l’industriel: le POI
Le plan d'opération interne (POI) dont la vocation est de gérer un incident circonscrit au site et ne menaçant pas les populations avoisinantes. Sa finalité est de limiter l'évolution du sinistre et de remettre l'installation en état de fonctionnement.

#### Niveau départemental: le PPI
Le plan particulier d'intervention (PPI) mis en place par le préfet pour faire face à un sinistre sortant des limites de l'établissement. La finalité de ce plan départemental de secours est de protéger les populations des effets du sinistre.
Certains sites non classés Seveso AS peuvent se voir imposer de tels plans par le préfet après analyse des risques inhérents aux installations.

#### Niveau communal: le PCS
Le maire, détenteur des pouvoirs de police, a la charge d'assurer la sécurité de la population dans les conditions fixées par le code général des collectivités territoriales.

#### Niveau individuel: le PFMS
Un plan familial de mise en sûreté (PFMS) est conseillé. Afin d’éviter la panique lors d’un accident industriel, un tel plan, préparé et testé en famille, permet de mieux faire face en attendant les secours. Il comprend la préparation d'un kit, composé d'une radio avec ses piles de rechange, de rouleaux de papier collant, d'une lampe de poche, d'eau potable, des médicaments urgents, des papiers importants, de vêtements de rechange et de couvertures. Une réflexion préalable sur les lieux de mise à l’abri (confinement) complètera ce dispositif. Le site prim.net donne des indications pour aider chaque famille à réaliser ce plan.

#### Organisation des secours
L'approche probabiliste affiche clairement que le risque zéro n'existe pas. Malgré toutes les mesures de prévention et de réduction du risque à la source, la probabilité qu'un accident survienne n'est jamais nulle. Il est donc nécessaire de planifier les secours en cas de sinistre. L'analyse des différents scénarios envisagés dans l'étude de danger permet de définir le périmètre et les moyens d'intervention en cas d'accident grave. Pour les sites classés Seveso AS deux types de plans de secours doivent être mis en place.